# Soldier Blue
Soldier Blue (no Brasil: Quando É Preciso Ser Homem) é um filme estadunidense de 1970, do gênero western, dirigido por Ralph Nelson  e estrelado por Candice Bergen, Peter Strauss e Donald Pleasence. Adaptado por John Gay, do romance Arrow in the Sun, de T. V. Olsen, é inspirado nos eventos do Massacre de Sand Creek de 1874, no Território do Colorado. Nelson e Gay pretendiam utilizar a narrativa em torno do massacre de Sand Creek como uma alegoria para a Guerra do Vietnã contemporânea. 
Lançado em agosto de 1970, o filme chamou a atenção por suas representações francas da violência, especificamente sua sequência gráfica final. Alguns estudiosos do cinema citaram Soldier Blue como uma crítica a "forma de arte arquetípica [o western]", com outras interpretações que vão desde a imagem anti-guerra até um filme exploitation. 

## Sinopse
O filme tem como acontecimento central o ocorrido durante as guerras dos Estados Unidos da América contra os ameríndios, quando as tropas do Coronel John M. Chivington atacaram uma aldeia indefesa de índios Cheyenne e Arapaho, massacrando todos os nativos que encontraram pela frente.
Na história uma jovem professora e um soldado da cavalaria sobrevivem ao ataque dos índios a um destacamento da cavalaria. Esse fato desencadeará a vingança militar, que atacará com terrível brutalidade uma aldeia de índios.

## Elenco
- Kathy Maribel Lee - Candice Bergen
- Honus Gent - Peter Strauss
- Isaac Q. Cumber - Donald Pleasence
- Coronel - John Anderson
- Spotted Wolf - Jorge Rivero
- Capitão Battles - Dana Elcar
- Tenente McNair - Bob Carraway
- Tenente Spingarn - Martin West
- Oficial Menzies - James Hampton
- Sargento O'Hearn - Mort Mills
- Running Fox - Jorge Russek
- Mulher ìndia - Aurora Clavell
- Agente Long - Ralph Nelson